# Álgebra de Kac-Moody
A álgebra de Kac-Moody, nomeada em honra de Victor Kac e Robert Moody, (também conhecida como álgebra de Kac-Moody Lie) é definida da seguinte forma.
Dado,
1) Uma n×n matriz generalizada de Cartan C = (cij) de classificação r.
2) Um vetor de espaço {\displaystyle {\mathfrak {h}}} sobre os números complexos de dimensão 2n − r
3) Um conjunto de n elementos linearmente independentes {\displaystyle \alpha _{i}^{\vee }\ } de {\displaystyle {\mathfrak {h}}}e um conjunto de n elementos linearmente independentes {\displaystyle \alpha _{i}} do espaço dual {\displaystyle {\mathfrak {h}}^{*}}, de tal modo que {\displaystyle \alpha _{i}(\alpha _{j}^{\vee })=c_{ji}}.   Os {\displaystyle \alpha _{i}} são analógicos para as raízes simples de uma semi-simples álgebra de Lie, e os {\displaystyle \alpha _{i}^{\vee }} para as co-raízes simples.
A álgebra de Kac-Moody é a álgebra de Lie {\displaystyle {\mathfrak {g}}} definida por geradores {\displaystyle e_{i}} e {\displaystyle f_{i}} ({\displaystyle i\in \{1,\ldots ,n\}}) e os elementos de {\displaystyle {\mathfrak {h}}}e as relações.
- {\displaystyle [h,h']=0\ } para {\displaystyle h,h'\in {\mathfrak {h}}};
- {\displaystyle [h,e_{i}]=\alpha _{i}(h)e_{i}}, para {\displaystyle h\in {\mathfrak {h}}};
- {\displaystyle [h,f_{i}]=-\alpha _{i}(h)f_{i}}, para {\displaystyle h\in {\mathfrak {h}}};
- {\displaystyle [e_{i},f_{j}]=\delta _{ij}\alpha _{i}^{\vee }}, onde {\displaystyle \delta _{ij}} é o delta de Kronecker
- {\displaystyle {\textrm {ad}}(e_{i})^{1-c_{ij}}(e_{j})=0} e {\displaystyle {\textrm {ad}}(f_{i})^{1-c_{ij}}(f_{j})=0}, onde {\displaystyle {\textrm {ad}}:{\mathfrak {g}}\to {\textrm {End}}({\mathfrak {g}}),{\textrm {ad}}(x)(y)=[x,y],}  é a representação adjunta[2] de {\displaystyle {\mathfrak {g}}}.

A  álgebra de Lie real  (possivelmente de dimensão infinita) é também considerada uma álgebra de Kac-Moody, se a sua complexificação é uma álgebra de Kac-Moody
.